# برانیسلاو مارتینوویچ
برانیسلاو مارتینوویچ (انگلیسی: Branislav Martinović؛ ۲۹ نوامبر ۱۹۳۷ – ۲۶ فوریهٔ ۲۰۱۵) کشتی‌گیر اهل صربستان بود.